# 흑기사

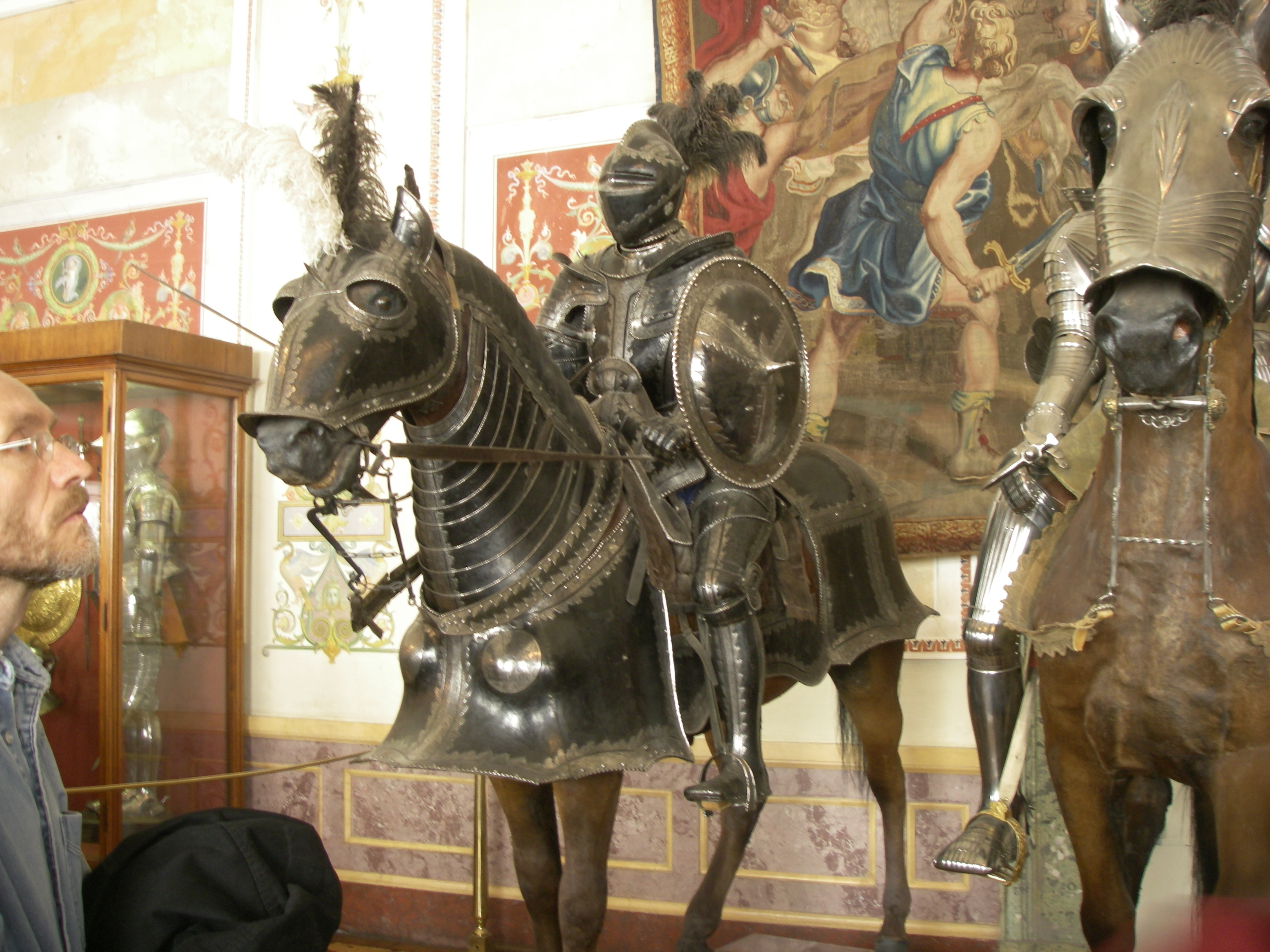

흑기사(黑騎士, 프랑스어: chevalier noir 슈발리에 누아르[*])란 주군과 명확한 주종 관계를 맺지 않은 기사이다. 대부분 기사들은 방패 등에 자신의 출신성분을 나타내는 문장을 그려넣었으나, 흑기사는 그러한 문장 없이 방패에 먹칠을 해 놓았다. 서양의 문장은 통상 문장원 통제 하에 있으며, 정식 기사로서 추서되지 않으면 자신을 상징하는 문장을 사용하지 못했다. 때문에 정식 추서를 받지 못한 자칭 기사들은 주로 프리랜서 용병들이라 종자도 데리고 다니지 못하여 갑옷 손질하기도 어려웠다. 때문에 방패와 갑옷에 검게 먹칠을 한 것이다.

## 같이 보기
- 묵시록의 4기사